# Ung desperado
Ung desperado (engelska: I Was a Teenage Werewolf) är en amerikansk skräckfilm från 1957 i regi av Gene Fowler Jr. I huvudrollerna ses Michael Landon, Yvonne Lime och Whit Bissell, med Landon i titelrollen som den plågade tonårskillen Tony. Filmens manus är delvis skrivet av kultfilmsproducenten Herman Cohen. Filmen var en av de mest framgångsrika filmerna som släpptes av American International Pictures (AIP). 

## Rollista i urval
- Michael Landon - Tony Rivers
- Yvonne Lime - Arlene Logan
- Whit Bissell - Dr. Alfred Brandon
- Malcolm Atterbury - Charles Rivers
- Barney Phillips - Detective Sgt. Donovan
- Robert Griffin - Police Chief Baker
- Joseph Mell - Dr. Hugo Wagner
- Louise Lewis - Rektor Ferguson
- Guy Williams - Officer Chris Stanley
- Tony Marshall - Jimmy
- Vladimir Sokoloff - Pepe, vaktmästaren
- Kenny Miller - Vic
- Cindy Robbins - Pearl
- Michael Rougas - Frank
- Dawn Richard - Theresa